# Namur (arma)
Il namur è un'arma con sguaino della lama a scatto e lateralmente, cioè come alcuni tipi di coltellacci a serramanico.
Il nome viene dato a queste armi dall'omonima città del Belgio nella quale vennero prodotte, marchiate e utilizzate durante l'invasione francese del Belgio (1792 - 1794).
La particolarità dell'arma è che, a prima vista di ridotte dimensioni, una volta sguainata è da considerarsi, in molti casi, alla stregua di una spada.